# ボーデヴィン・カイテル
ボーデヴィン・クラウス・エドゥアルド・ケイテル（ドイツ語:  Bodewin Claus Eduard Keitel, 1888年12月25日 - 1953年7月29日）は、ドイツの軍人。
国防軍最高司令部総長ヴィルヘルム・カイテルの実弟。陸軍における最終階級は歩兵大将。

## 生涯

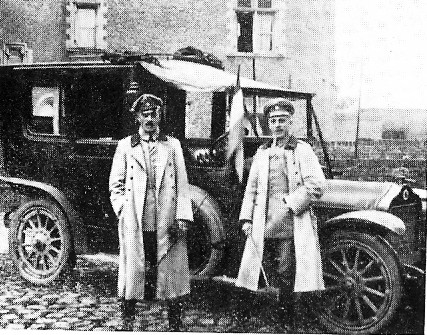
ボーデヴィン・カイテル（1914年）

ボーデヴィン・カイテルは、1888年12月25日、地主のカール・カイテル（1854–1934）と妻のアポロニア・ウィッセリング（1857–1889）の息子として、ヘルムシュローデ（現在のニーダーザクセン州）の邸宅で生まれた。ボーデヴィンの誕生直後、母親は産褥熱で亡くなった。また彼の実兄は後にドイツ国防軍の最高幹部となるヴィルヘルム・カイテルである。ボーデヴィンは、1909年2月23日、20歳のときに、ハノーファーシュティイェーガー大隊第10大隊に入隊し、その一年後の1910年8月22日、中尉に昇進した。
第一次世界大戦の初めに、ボーデヴィンは「イェーガー大隊第10大隊」の自動車部隊の小隊長であった。1915年2月25日に中尉に昇進しし、その後まもなく中隊長に任命された。そのため、彼は1915年6月18日にブランデンブルク猟兵大隊第3大隊に移動となった。1917年12月18日に大尉に昇進した。
第一次世界大戦の終結後、彼は共和国の国軍に採用され、第10猟兵大隊を任された。戦後の混乱の間、彼は1918年12月21日から1919年2月12日まで大隊の指揮を引き継ぎ、その後さまざまな大隊を指揮した。
ボーデヴィンは1928年2月1日に少佐に昇進し、1932年10月1日には中佐に昇進した。 1933年3月1日、彼は第3司令部の指揮をとり、つづく第2歩兵連隊を指揮した。1934年10月1日に大佐に昇進し、第9軍団の参謀長を務めた。1937年10月12日、陸軍参謀本部訓練部長となった。1938年2月28日、少将に昇進したのに伴い、陸軍総司令部人事局長に任命され、1942年10月1日まで務めた。また、この人事は彼の実兄で国防軍最高司令部総長のヴィルヘルム・カイテルが国防軍最高司令部の陸軍への支配を高めるためのものだあった。
1940年4月1日、ボーデヴィンは中将に昇進し、翌年歩兵大将に昇進した。1942年10月1日から1943年2月28日までの期間、彼は「健康を回復する」ための休職を与えられた。彼の後継者にはルドルフ・シュムント将軍が就任した。1943年3月1日、ボーデヴィンはダンジグの第20軍管区の司令官に任命された。
1944年7月20日のヒトラー暗殺未遂事件（7月20日事件）でボーデヴィンはヒトラーが生きていることを知ると最初に兄のヴィルヘルムに彼が生きていることを電話で伝えた。次に後に人民法廷で裁かれ1945年に処刑されたハンス・フォン・ベーマー大佐を逮捕した。
1944年12月1日、ボーデヴィンは陸軍総司令部（OKH）の予備司令部に移動となった。終戦直前の1945年5月3日、彼はアメリカ軍に捕虜となった。しかし彼はパーキンソン病を患っていたため1947年4月17日に解放された。
ボーデヴィンは、ニーダーザクセン州のボーデンフェルデ近くのゲッツェンホフで、終戦直後から続くパーキンソン病に悩まされて、人生の最後の数年間をここで過ごした。1953年7月29日、彼はゲッティンゲンの病院でなくなった。